# ユン・ドゥジュン
ユン・ドゥジュン（1989年7月4日 - ）は、韓国の歌手グループHIGHLIGHTのメンバー。

## 来歴
- JYPエンターテインメントの元練習生で、2PM・2AMのメンバー選抜番組「熱血男児」に当時出演し最後に落選した。その後CUBEエンターテインメントに移籍。
- CUBEエンターテインメントにてBEASTのリーダーとして2016年10月まで活動。その後、当時メンバーだったヨン・ジュンヒョン、ヤン・ヨソプ、イ・ギグァン、ソン・ドンウンらと共に事務所を契約更新せず退所し、独立。
- 新事務所、Around USエンターテインメント所属となった後、2017年2月に新グループ名をHIGHLIGHTとすることを事務所より発表。2017年3月に1stミニアルバムを発表する。

## プロフィール
身長178cm、体重66kg、血液型A型。本貫は坡平尹氏。
- 担当：リーダー、ボーカル、ラップ
- 特技：サッカー、ヒューマンビートボックス
- お父さん担当
- デビュー当時、社長が下した特別禁止事項は『半ズボンを履くな』
- 韓国ではナムチンドル（彼氏アイドルの意）として、彼氏にしたいアイドルに2回選ばれている。
- ヨソプ、ギグァンと共に芸能人サッカーチーム「FC MEN」に所属している。背番号は32。ポジションはMF。
- サッカーが好きすぎるが故、寝ながらキック練習をしていることが多々あるとのこと（ヨソプ説）
- 動物アレルギーがある。
- コンサートでは通訳に合わせ口パクをするなど、お茶目な姿を披露している。

## 出演

### ドラマ
- 女優の執事（2010年、MBC）
- まるごとマイ・ラブ（2010年-2011年、MBC） - ユン・ドゥジュン役
- 千回のキス（2011年-2012年、MBC） - ユン・ギジュン役
- 清潭洞（チョンダムドン）に住んでいます（2011年-2012年、JTBC） - ユン・ドゥジュン役
- アイリス2（2013年、KBS） - ソ・ヒョヌ役
- ゴハン行こうよ（2013年-2014年、tvN） - ク・デヨン役
- ゴハン行こうよ2（2015年、tvN） - ク・デヨン役
- ポンダンポンダン　王様の恋（2015年、MBC） - 世宗(セジョン)役
- キスして幽霊！〜Bring it on, Ghost〜（英語版）（2016年、tvN） - ク・デヨン役
- この恋は初めてだから ～Because This is My First Life（2017年、tvN）
- ラジオロマンス〜愛のリクエスト〜（2018年、KBS） - チ・スホ役
- 美味しい初恋 ～ゴハン行こうよ～（2018年、tvN） - ク・デヨン役
- 曲げない男、ク・ピルス（2022年、ENA） - チョン・ソク役
- 帰ってきた正直政治家チュ・サンスク(2022年)

## 受賞歴
- 2010年：MBCエンターテイメント賞 ルーキーコメディー賞
- 2015年：tvN go賞 俳優賞
- 2016年：tvN10賞 ロマンチックコメディ王